# Philip Stanhope (2e comte de Chesterfield)
Philip Stanhope (1634 – 28 janvier 1714), est un pair anglais.

## Biographie
Il est le fils de Henry Stanhope (Lord Stanhope) et de sa femme, Katherine Wotton. Il hérite du titre de comte de Chesterfield à la mort de son grand-père en 1656. Il est l'élève de Poliander, professeur de théologie à Leyde (1640) et étudie au Collège d'Orange à Bréda. En 1669, l'Université d'Oxford lui décerne un doctorat en droit civil.

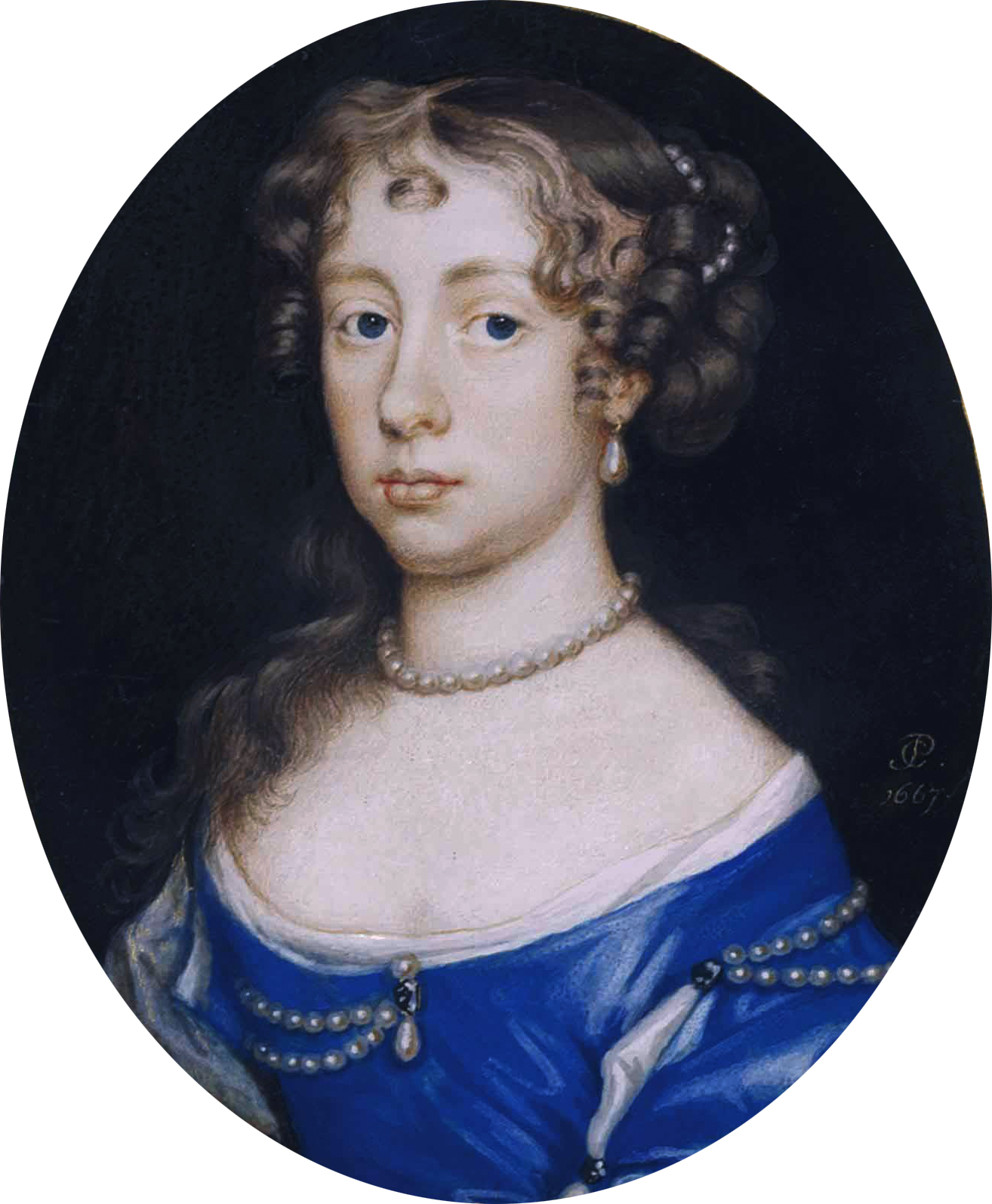
Elizabeth Dormer (Peter Cross, 1667)

Il épouse Lady Anne Percy, fille d'Algernon Percy (10e comte de Northumberland). Après sa mort, un mariage est arrangé entre lui et Mary, fille d’Anne et Thomas Fairfax (3e lord Fairfax de Cameron). Malgré le fait que les bans aient été publiés deux fois, Mary refuse Chesterfield pour George Villiers (2e duc de Buckingham) dont elle est tombée amoureuse. Chesterfield épouse Elizabeth Butler, fille de James Butler (1er duc d'Ormonde) et de son épouse, Elizabeth Preston. Ils ont une fille, Lady Elizabeth, qui épouse John Lyon (4e comte de Strathmore et Kinghorne) (de qui descend Élisabeth II), mais il n'est pas certain que Chesterfield soit le père. Elizabeth meurt en 1665 et il se marie une troisième fois avec la deuxième fille de Charles Dormer (2e comte de Carnarvon), Lady Elizabeth Dormer, qui lui donne finalement deux fils, dont Philip Stanhope (3e comte de Chesterfield).
Selon Samuel Pepys, Chesterfield est un homme à femmes et a été l'un des nombreux amoureux de Barbara Villiers, la plus célèbre maîtresse du roi Charles II. Sa seconde épouse, fatiguée de sa négligence, commence à flirter avec le frère du roi, le duc d’York, ainsi qu’avec James Hamilton.
Il est emprisonné à la Tour de Londres pour avoir blessé le capitaine John Whalley lors d'un duel (1658) et soupçonné d'avoir participé au soulèvement de Sir George Booth (1659). Il a également tué un homme en duel, s'est enfui en France et, après avoir obtenu le pardon de Charles II, est rentré en Angleterre en 1660.

## Carrière
Il est lord chambellan de Catherine de Bragance (1662-1665) et membre de son conseil (1670). Il est colonel d'un régiment de fantassins (1667, 1682), conseiller privé (1681) et gardien des forêts royales au sud de Trent (1679). Il est élu membre de la Royal Society en novembre 1708,. Il meurt chez lui à Middlesex et est enterré à Shelford, dans le Nottinghamshire.